# 劉靈助
劉靈助（？—531年），北魏燕郡人。师事刘弁，喜好阴阳占卜，但是粗疏无赖，常去往在燕恆之界，有时负贩，有时劫盗，在市集占卜。后从代地至秀容，为尔朱荣部下。尔朱荣信卜筮，刘灵助所占屡中，遂被尔朱荣亲信，为尔朱荣府功曹参军。
528年，尔朱荣在河阴之变屠害王公卿士。当时奉车都尉卢道虔兄弟也在行宫，刘灵助以卢道虔同乡，卫护他，于是朝士和范阳卢氏免害者数十人。尔朱荣入京，拜刘灵助光禄大夫，封长子县开国伯，食邑七百户，不久进爵为公，增邑通前千户。从尔朱荣讨擒葛荣，为散骑常侍、抚军将军、幽州刺史。又从大将军、上党王元天穆讨邢杲。当时幽州流民卢城人最凶捍，遂令刘灵助兼尚书，军前慰劳。529年，元颢入洛，元天穆渡河。刘灵助在太行会见尔朱荣。将攻河内郡，刘灵助占筮：“未时必克。”当时已到正午，士卒疲怠，刘灵助说：“时间到了。”尔朱荣击鼓，将士腾跃，克陷河内。后来魏孝庄帝诏刘灵助占筮元颢之败亡。刘灵助说：“十八、十九间必当破贼。”果如其言。皇帝还宫，命劉靈助领幽州大中正，寻加征东将军，增邑五百户，进爵为燕郡公，诏赠其父劉僧安为幽州刺史。又兼尚书左仆射，在濮阳、顿丘慰劳幽州流民，然后率民北还。与都督侯渊等在蓟讨灭葛荣余党韩娄。加车骑将军，又为幽、平、营、安四州行台。
530年，尔朱荣死，魏孝庄帝也被杀。刘灵助自号燕王、车骑大将军、开府仪同三司、大行台，为孝庄帝举义兵，言刘氏当王，画桃木为符书，作诡道厌祝之法。很多人相信。当时河西人纥豆陵步藩举兵逼晋阳，尔朱兆屡战不利，刘灵助说：“尔朱自然当灭，不须我兵。”幽、瀛、沧、冀四州跟从刘灵助的百姓，夜晚举火为号，不举火的村子被屠杀。531年三月，率众到博陵郡安国城，与叱列延庆、侯渊、尔朱羽生大战，战败被擒，在定州被斩，传首洛阳，支解其体。刘灵助常说：“三月末，我必入定州，尔朱亦必灭。”最后刘灵助真的三月被擒获到定州，高欢532年闰二月在韩陵山灭尔朱兆。533年，赠刘灵助使持节、散骑常侍、都督幽瀛冀三州诸军事、骠骑大将军、尚书左仆射、开府仪同三司、幽州刺史，谥号恭。子刘宗辉，袭爵，兴和年间开府，北齐受禅，例降封爵。

## 延伸阅读
[在维基数据编辑]
 《魏書/卷91》，出自魏收《魏书》
 《北史·卷089》，出自李延壽《北史》